# Brent Jennings
Brent Jennings (Little Rock (Arkansas), 1 januari 1951) is een Amerikaans acteur.

## Biografie
Jennings doorliep de high school aan de Little Rock Central High School in zijn geboorteplaats Little Rock (Arkansas). 

## Filmografie

### Films
Selectie:
- 2011 Moneyball – als Ron Washington
- 1999 Life – als Hoppin Bob
- 1996 Children of the Corn IV: The Gathering – als Donald Atkins
- 1990 Another 48 Hrs. – als Tyrone Burroughs
- 1988 Disaster at Silo 7 – als A.C. Jones
- 1988 Red Heat – als Abdul Elijah
- 1988 The Serpent and the Rainbow – als Louis Mozart
- 1985 Witness – als Carter
- 1984 Fear City – als Hawker
- 1982 Alone in the Dark – als Ray Curtis
- 1980 Brubaker – als mr. Clarence

### Televisieseries
Uitgezonderd eenmalige gastrollen.
- 2018-2024 All American - als opa Willy - 16 afl.
- 2023 Bookie - als John Franklin - 2 afl.
- 2023 Play on Podcasts - als Stephano - 6 afl.
- 2020-2022 All Rise - als Charles Carmichael - 5 afl.
- 2022 Classified als Lark - 8 afl.
- 2021 Snowfall - als Henry Nelson - 3 afl.
- 2018-2019 Lodge 49 - als Ernie Fontaine - 20 afl.
- 2016 Murder in the First - als Harold 'Hal' Woodward - 2 afl.
- 2011-2016 Shameless - als schoolhoofd Monroe - 2 afl.
- 2014 Suburgatory – als Chester – 2 afl.
- 2005-2007 Medium – als Wayne – 3 afl.
- 1997-2000 ER – als Nat – 3 afl.
- 1993 Where I Live – als Franklin – 2 afl.
- 1992 Brooklyn Bridge – als mr. Greer – 2 afl.
- 1987-1989 Hunter – als Curtis Brown – 3 afl.